# Parád
Parád è un comune dell'Ungheria di 2.150 abitanti (dati 2001). È situato nella contea di Heves.